# هيتور فيلا-لوبوس

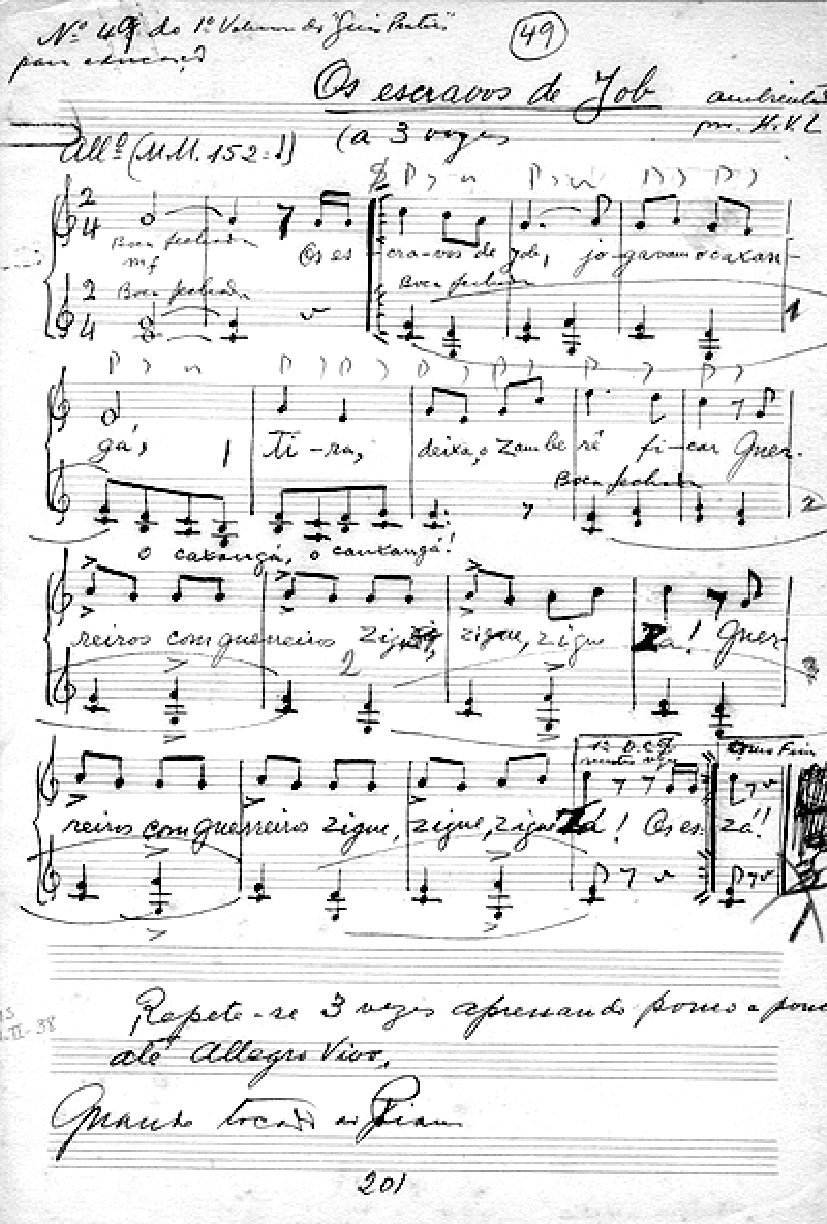
هــيتور فيـلا لوبوس

هيتور فيلا لوبوس ريو دي جانيرو، 5 مارس 1887 - ريو دي جانيرو 17 نوفيمبر 1959
موسيقار، ملحن برازيلي.
فيلا لوبس كما يسمى بالبرازيل اكتشف طريقة ولغة جديدة وغريبة للموسيقى البرازيلية، ويعتبر من اعظم الملحنين البرازيلين للعصر الحديث، عمل فيلا لوبس على تأليف العديد من الأعمال القومية وبنغم وايقاع برازيلي وضم إلى هذه الأعمال الموسيقى الشعبية، الفلوكلورية ومن موسيقى السكان الاصليين.

## حــيــاته
والده راؤول فيلا لوبوس، كان يعمل كمسؤول في المكتبة الوطنية وكان يهوى الموسيقي، بدأ بتعليم ابنه بمعلومات موسيقية، إلى ان بدأ هيتور بتعلم العزف على القيثارة وفي سن ال 12، بعد موت ابيه فيلا لوبوس بدأ بعزف القيثارة في مقاهي ومسارح ريو دي جانيرو، إلى ان بدأ يظهر اهتمامته في نمط (شورؤيس - "chorões")
وهو نمط برازيلي تاريخه يعود إلى 120 سنة عند تحول الامبروطوية إلى جمهورية وبدأ فيلا لوبس يتميز في ريو دي جانيرو بهذا النمط إلى ان بدا نجمه يلمع في البرازيل كلها.

## أعـمـاله
في أعماله الأولى يظهر الأسلوب الأوروبي خصوصا من مطلع القرن التاسع عشر إلى القرن العشرين، وكان متأثرا بشكل رئيسي بـ: ريتشارد فاغنر، جاكومو بوتشيني وبالأسلوب الرومانسي الفرنسي وبال انطباعية بالرقص والإيقاع الأفريقي بدأ برفض الأسلوب الأوروبي واخذ بإنشاء لغة جديدة ونمط جديد في 1920 بدأ فيلا لوبس بتلحين جميع اعمله بنمطه الخاص.

### أعماله بالأوركسترا
- 12 سمفونيات (1916–1957)
- ويربورو - (1917) Uirapuru
- أمازوناس - (1917)
- شورؤيس
- شورؤيس رقم 6 في 1926
- شورؤيس رقم 8 في 1925
- شورؤيس رقم 9 في 1929
- شورؤيس رقم 10 راسغا وكوراسُاو - تمزيق القلب
- شورؤيس رقم 11 في 1928
- شورؤيس رقم 12 في 1929
- اس تيرس مايرياس 1939
- تكريم فريدريك شوبان 1949

و أعمال أخرى. منذ 1920 إلى 1959.

## وصلات خارجية
- هيتور فيلا-لوبوس على موقع IMDb (الإنجليزية)
- هيتور فيلا-لوبوس على موقع الموسوعة البريطانية (الإنجليزية)
- هيتور فيلا-لوبوس على موقع ألو سيني (الفرنسية)
- هيتور فيلا-لوبوس على موقع ميوزك برينز (الإنجليزية)
- هيتور فيلا-لوبوس على موقع أول موفي (الإنجليزية)
- هيتور فيلا-لوبوس على موقع قاعدة بيانات برودواي على الإنترنت (الإنجليزية)
- هيتور فيلا-لوبوس على موقع قاعدة بيانات الأفلام السويدية (السويدية)
- هيتور فيلا-لوبوس على موقع إن إن دي بي (الإنجليزية)
- هيتور فيلا-لوبوس على موقع أول ميوزيك (الإنجليزية)
- هيتور فيلا-لوبوس على موقع ديسكوغز (الإنجليزية)

- صفحة للتـعـريف عـلى الملحن فيلا لوبس - إنجليزي
- صفحة موسيقى البرازيل
- سيرة حياة فيلا لوبس - بالفرنسية
- فيديو من يوتيوب - مهرجان بي بي سي  - تلحين فيلا لوبـس على يوتيوب